# Panathinaikos FC
Panathinaikos FC (Grieks: Παναθηναϊκός Αθλητικός Όμιλος, Panathinaikos Athlitikos Omilos) is een Griekse voetbalclub uit Athene. De club werd in 1908 opgericht en is onderdeel van de omnisportclub Panathinaikos. De clubkleur is groen en het logo is een klaverblad. Thuiswedstrijden worden gespeeld in het Apostolos Nikolaidisstadion.

## Geschiedenis
Panathinaikos is een van de succesvolste Griekse voetbalclubs ooit, sinds 1930 werden twintig landstitels veroverd en werd twintig keer de beker gewonnen. Vooral sinds de jaren zestig ging het de club voor de wind. Het hoogtepunt was het bereiken van de Europacup 1-finale op Wembley tegen AFC Ajax in 1971, die met 2-0 werd verloren. De Grieken speelden dat jaar ook, als plaatsvervanger van Ajax, tegen Nacional voor de Intercontinental Cup. Na 1-1 in Athene dolf de club in Montevideo met 2-1 het onderspit. In die tijd was Ferenc Puskás trainer van de club. Verder werden er weinig Europese successen behaald. De laatste Griekse landstitel werd in 2010 behaald.
Opmerkelijk is de ongeslagen reeks die Panathinaikos in de jaren zeventig neerzette in de Griekse competitie. De club bleef op eigen veld 85 duels ongeslagen. De reeks begon op 8 april 1973, toen Ethnikos Piraeus met 2-1 werd verslagen, en kwam pas op 16 april 1978 ten einde. PAS Giannina won die dag met 3-2 in het Apostolos Nikolaidisstadion.
Panathinaikos behaalde tot omstreeks 2004 zowel sterke resultaten op nationaal als internationaal vlak, maar vanaf dat jaar zakte de club steeds verder af. De club kwam in grote financiële problemen en moest het olympisch stadion in Athene inruilen voor haar eigen, sterk verouderde accommodatie. In 2013 balanceerde de club op het randje van het faillissement en kreeg de club geen profvoetballicentie uitgereikt van de Griekse voetbalbond. Dit werd echter alsnog ternauwernood afgewend en Panathinaikos bleef bestaan. Financiële zorgen bleven de club echter achtervolgen. Op 24 april 2018 bepaalde de UEFA dat Panathinaikos drie seizoenen, met ingang van het voetbaljaar 2018/19, niet mocht meedoen aan de Europese clubcompetities, omdat de Grieken de financiën niet op orde bleken te hebben. Volgens Griekse media worstelde Panathinaikos met een schuldenlast van circa 60 miljoen euro. De club uit Athene kreeg in de nationale competitie (seizoen 2017/18) al punten in mindering, omdat oud-speler Jens Wemmer zijn achterstallige salaris niet had gekregen. De spelers gingen bovendien in staking, omdat ze hun salaris in termijnen kregen uitbetaald.

## Erelijst
- Landskampioenschap: 20x

1930, 1949, 1953, 1960, 1961, 1962, 1964, 1965, 1969, 1970, 1972, 1977, 1984, 1986, 1990, 1991, 1995, 1996, 2004, 2010
- Beker van Griekenland: 20x

1940, 1948, 1955, 1967, 1969, 1977, 1982, 1984, 1986, 1988, 1989, 1991, 1993, 1994, 1995, 2004, 2010, 2014, 2022, 2024
- Griekse supercup: 3x

 1988, 1993, 1994
- Balkan Cup: 1x

1977/78

## Eindstanden
| 1 |

| 1 |

| 1 |

| 2 |

| 1 |

| 1 |

| 2 |

| 3 |

| 3 |

| 1 |

| 1 |

| 3 |

| 1 |

| 3 |

| 2 |

| 5 |

| 4 |

| 1 |

| 3 |

| 5 |

| 3 |

| 5 |

| 2 |

| 6 |

| 1 |

| 2 |

| 1 |

| 2 |

| 5 |

| 3 |

| 1 |

| 1 |

| 3 |

| 2 |

| 2 |

| 1 |

| 1 |

| 5 |

| 2 |

| 3 |

| 2 |

| 2 |

| 3 |

| 2 |

| 1 |

| 2 |

| 3 |

| 3 |

| 3 |

| 3 |

| 1 |

| 2 |

| 2 |

| 6 |

| 4 |

| 2 |

| 2 |

| 3 |

| 11 |

| 8 |

| 4 |

| 5 |

| 4 |

| 2 |

| 4 |

| 2 |

| Super League Alpha Ethniki | Super League 2 Beta Ethniki |

Tot 2006 stond de hoogste divisie bekend als Alpha Ethniki. Het 2e niveau staat sinds 2010 bekend als Football League en sinds 2019 als Super League 2.  Het 3e niveau kende  van 2019-2021  de naam Football League.

## Panathinaikos in Europa

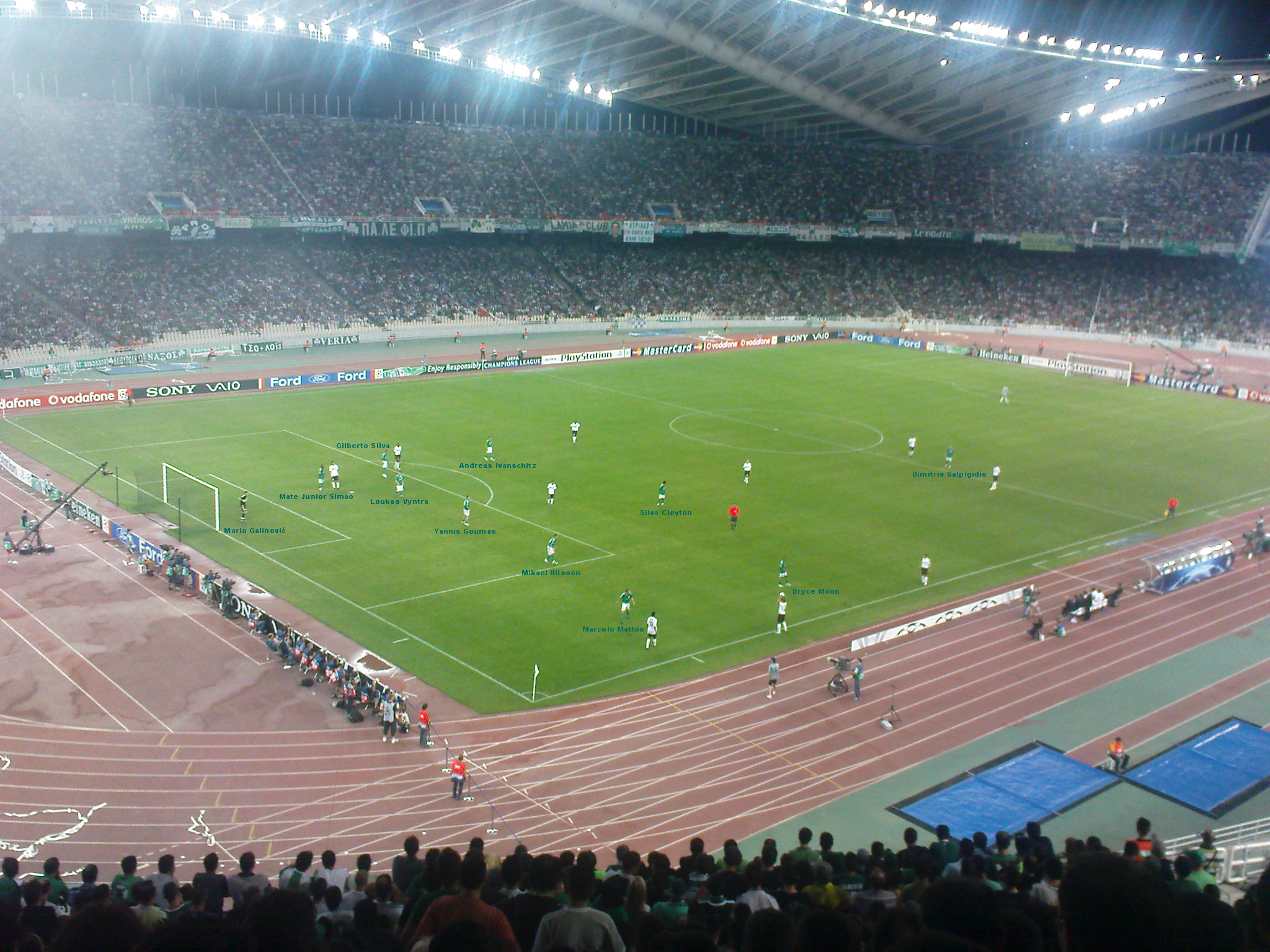
De Champions League-wedstrijd tegen Inter Milaan in 2008

Panathinaikos speelt sinds 1960 in diverse Europese competities. Hieronder staan de competities en in welke seizoenen de club deelnam:
- Champions League (17x)

1995/96, 1996/97, 1998/99, 2000/01, 2001/02, 2003/04, 2004/05, 2005/06, 2008/09, 2009/10, 2010/11, 2011/12, 2012/13, 2014/15, 2015/16, 2023/24, 2025/26
- Europacup I (13x)

1960/61, 1961/62, 1962/63, 1964/65, 1965/66, 1969/70, 1970/71, 1972/73, 1977/78, 1984/85, 1986/87, 1990/91, 1991/92
- Europa League (10x)

2009/10, 2011/12, 2012/13, 2014/15, 2015/16, 2016/17, 2017/18, 2023/24, 2024/25. 2025/26
- Conference League (2x)

2022/23, 2024/25
- Europacup II (7x)

1967/68, 1975/76, 1982/83, 1988/89, 1989/90, 1993/94, 1994/95
- UEFA Cup (15x)

1973/74, 1974/75, 1978/79, 1980/81, 1981/82, 1985/86, 1987/88, 1992/93, 1996/97, 1999/00, 2002/03, 2003/04, 2004/05, 2006/07, 2007/08
- Jaarbeursstedenbeker (1x)

1968/69
Bijzonderheden Europese competities:
| Bijzonderheid                 | Datum      | Tegenstander          | Uitslag | Plaats     | Naam                | Aantal |
| ----------------------------- | ---------- | --------------------- | ------- | ---------- | ------------------- | ------ |
| Hoogste overwinning           | 16-09-1992 | Electroputere Craiova | 5-0     | Athene     |                     |        |
| Hoogste nederlaag             | 20-09-1967 | FC Bayern München     | 0-5     | München    |                     |        |
| Hoogste nederlaag             | 16-09-2003 | Manchester United FC  | 0-5     | Manchester |                     |        |
| Hoogste nederlaag             | 02-11-2005 | FC Barcelona          | 0-5     | Barcelona  |                     |        |
| Speler met meeste wedstrijden | 25-08-2011 |                       |         |            | Georgios Karagounis | 79     |
| Speler met meeste doelpunten  | 14-11-2002 |                       |         |            | Krzysztof Warzycha  | 25     |

UEFA Club Ranking: 94 (26-07-2025)

## Sponsors
| Periode    | Kledingsponsor | Shirtsponsor     |
| ---------- | -------------- | ---------------- |
| 1979-1980  | adidas         |                  |
| 1980       | Puma           |                  |
| 1980-1981  | ASICS Tiger    |                  |
| 1981-1982  | Admiral        |                  |
| 1982-1983  | ASICS Tiger    |                  |
| 1983-1986  | ASICS Tiger    | Citroën          |
| 1986-1987  | ASICS Tiger    | Interamerican    |
| 1987-1993  | ASICS          | Interamerican    |
| 1993-1995  | Kappa          | Interamerican    |
| 1995-1997  | adidas         | Interamerican    |
| 1997-1999  | adidas         |                  |
| 1999-2000  | adidas         | Motor Oil Hellas |
| 2000-2001  | adidas         | Piraeus Bank     |
| 2001-2006  | adidas         | OTE              |
| 2006-2011  | adidas         | Cosmote          |
| 2011-2014  | adidas         | OPAP             |
| 2014-2015  | adidas         | Pame Stoixima    |
| 2015-2017  | Puma           | Pame Stoixima    |
| 2017-2019  | Nike           | Pame Stoixima    |
| 2019-2023  | Kappa          | Pame Stoixima    |
| 2023-heden | adidas         | Pame Stoixima    |

## Bekende spelers

### Nederlanders
- Boudewijn de Geer
- Nicky Kuiper
- Nordin Wooter
- Quincy Owusu-Abeyie
- David Mendes da Silva
- Tscheu La Ling
- Bart Schenkeveld
- Jeroen Vijverberg
- Yassin Ayoub
- Tonny Vilhena

### Belgen
- Viktor Klonaridis
- Paul-José Mpoku

### Grieken
- Antonis Antoniadis
- Angelos Basinas
- Spyros Fourlanos
- Takis Fyssas
- Yannis Goumas
- Giorgos Karagounis
- Michalis Konstantinou
- Apostolos Nikolaidis
- Antonios Nikopolidis
- Georgios Vagiannidis
- Giourkas Seitaridis
- Grigoris Tsinos
- Dimitris Limnios
- Dimitrios Salpigidis
- Nikos Karelis
- Zeca
- Odisseas Vlachodimos
- Anastasios Bakasetas
- Fotis Ioannidis
- George Baldock

### Overig
- Robert Jarni
- Igor Bišćan
- Mladen Petrić
- Danijel Pranjić
- Tin Jedvaj
- Sverrir Ingi Ingason
- Hörður Björgvin Magnússon
- Flávio Conceição
- Joonas Kolkka
- Robin Lod
- Sebastián Leto
- Daniel Mancini
- Facundo Pellistri
- René Henriksen
- Erik Mykland
- Emmanuel Olisadebe
- Gordon Schildenfeld
- Júlio César da Silva
- Paulo Sousa

- Sándor Torghelle
- Juan Ramón Rocha
- Juan Ramón Verón
- Víctor
- Rubén Pérez del Mármol
- Aitor Cantalapiedra
- Goran Vlaović
- Dumitru Mitu
- Lucian Sânmărtean
- Federico Macheda
- Alberto Brignoli
- Andraž Šporar
- Benjamin Verbič
- Adam Gnezda Čerin
- Filip Đuričić
- Filip Mladenović
- Nemanja Maksimović
- Bernard Anício Caldeira Duarte
- Tetê
- Gilberto Silva
- Alexander Jeremejeff
- Niklas Hult
- Marcus Berg
- Djibril Cissé
- Sidney Govou
- Jean-Alain Boumsong
- Wakaso Mubarak
- Christopher Samba
- Samet Akaydın
- Azzedine Ounahi
- Philipp Max
- László Kleinheisler
- Krzysztof Warzycha
- Karol Świderski
- Bartłomiej Drągowski
- Joeri Lodygin

## Bekende trainers
- Ștefan Kovács
- László Bölöni
- Víctor Muñoz
- Ferenc Puskás
- Rui Vitória
- José Peseiro
- Ivica Osim
- Ivan Jovanović
- Diego Alonso
- Fatih Terim
- Henk ten Cate
- Yannis Anastasiou